# Зоряний шлях: Пікар (сезон 1)
Перший сезон телесеріалу «Зоряний шлях: Пікар» показує Жана-Люка Пікара по тому, як він покинув Зоряний флот після знищення планети Ромул. Живучи у винограднику своєї родини, 2399 року Пікар потрапляє в нову пригоду, коли його відвідує донька капітана-лейтенанта андроїда Дейти. Сезон був створений телевізійною студією «CBS Studios» у співпраці з «Secret Hideout», «Weed Road Pictures», «Escapist Fare» та «Roddenberry Entertainment», Майкл Шебон — шоуранер.
Стюарт оголосив про серіал у серпні 2018 року після того, як його переконали повернутися до ролі творці Аківа Голдсман, Чабон, Кірстен Бейєр та Алекс Курцман. Чабон був названий єдиним шоуранером перед зйомками, які проходили з квітня по вересень 2019 року в Каліфорнії. Продюсери зосередилися на тому, щоб відрізнити сезон від попередніх частин франшизи та поновити історію про види ромуланців і борґів. Історія та місце дії черпають натхнення з політичного ландшафту Brexit і Дональда Трампа, а також сирійської кризи біженців. У цьому сезоні спеціально запрошені зірки повторюють свої ролі з «Наступного покоління» та інших частин «Зоряного шляху».
Прем'єра сезону на потоковому сервісі «CBS All Access» відбулася 23 січня 2020 року та складалася з 10 епізодів. Він був випущений із новими рекордами глядачів для сервісу та загалом позитивними відгуками критиків, які підкреслювали гру Стюарта і зосередженість на персонажі над дією. Однак вони розкритикували повільний темп сезону та складну історію, а його похмурий тон, ніж у попереднього серіалу «Зоряний шлях», викликав суперечки як у критиків, так і шанувальників франшизи. Сезон отримав нагороду «Праймтайм Еммі» за «Протезний макіяж» і отримав кілька інших нагород й номінацій. Другий і третій сезони було замовлено в січні 2020 року, перед дебютом першого сезону.

## У ролях
| Актор            | Роль                  |
| ---------------- | --------------------- |
| Патрік Стюарт    | Жан-Люк Пікар         |
| Елісон Пілл      | Агнес Пілл            |
| Іза Бріонес      | Солді                 |
| Гаррі Тредевей   | Нарек                 |
| Мішель Герд      | Раффі Муск'є          |
| Сантьяго Кабрера | Крістобаль Ріос       |
| Еван Евагора     | Елнор                 |
| Джері Раян       | Сьома-з-дев'яти       |
| Орла Брейді      | Ларіс                 |
| Кей Бесс         | комп'ютер "Ла-Серени" |
| Брент Спайнер    | Дейта                 |
| Джонатан Фрейкс  | Вільям Райкер         |
| Пейтон Рой Ліст  | Нарісса Різзо         |

## Епізоди
| № п/п | № в сезоні | Назва                                              | Режисер          | Сценарист                    | Оригінальний показ | Оригінальний показ українською | Код            | Рейтинг        |
| --- | ---------- | -------------------------------------------------- | ---------------- | ---------------------------- | ------------------ | ------------------------------ | -------------- | -------------- |
| 1 | 1          | «Remembrance» «Пам'ять»                            | Ганель Калпеппер | Аківа Голдсман, Джеймс Дафф  | 23 січня 2020      | Буде оголошено                 | Буде оголошено | Буде визначено |
| В інтерв'ю адмірал Зоряного флоту у відставці Жан-Люк Пікар розповідає, що пішов на цей крок в знак протесту. Після того, як Зоряний флот відмовився від планів порятунку громадян Ромула перед вибухом наднової зірки, і на рятувальний флот напали повсталі синтети. Зоряний флот заборонив створення синтетики після нападу. Ромуланські вбивці нападають на молоду жінку Дадж і вбивають її партнера. Це викликає щось у Дадж, і вона може ліквідувати вбивць. Переживши видіння Пікара та побачивши його інтерв'ю, Дадж шукає Жана-Люка. Після зустрічі з нею Пікар відвідує архів Зоряного флоту і знаходить картину, де якій зображена фігура, схожа на Дадж. Картину під назвою «Дочка» подарував Пікару андроїд, колишній капітан-лейтенант Дейта. Більше вбивць атакують Пікара та Дадж, і вона гине. Пікар зустрічається з доктором Агнес Джураті в Інституті Дейстрома, яка пояснює, що Дадж може бути дочкою Дейта завдяки експериментальній процедурі, відомій як фрактальне нейронне клонування, в результаті якої утворюються андроїди-близнюки з органічними тілами. Тим часом близнючка Дадж, Соджі Аша, працює в кубі боргів, який повернули ромуланські біженці.                        |            |                                                    |                  |                              |                    |                                |                |                |
| 2 | 2          | «Maps and Legends» «Карти і легенди»               | Ганель Калпеппер | Майкл Шебон, Аківа Голдсман  | 30 січня 2020      | Буде оголошено                 | Буде оголошено | Буде визначено |
| Сподіваючись знайти Соджі до того, як її доженуть вбивці, Пікар досліджує квартиру Дадж разом із ромуланською співробітницню Ларіс. Вона вважає, що вбивці можуть бути членами «Жат Ваш», таємної організації з глибоко вкоріненою ненавистю до синтетики, і допомагає Пікару виявити місцезнаходження Соджі з комп'ютера «Dahj». На Кубі Борга, який називається «Артефакт», Соджі розвиває стосунки з ромуланським агентом Нареком, коли вона працює над проєктом по видаленню технології Борга із колишніх його дронів. Незважаючи на початок смертельної хвороби, Пікар просить адмірала Зоряного флоту Кірстен Кленсі надати корабель і екіпаж, щоб знайти Соджі. Адміралка відмовляє йому і передає інцидент начальнику служби безпеки Зоряного флоту коммодору О. Який обговорює це з лейтенантом; це переодягнена сестра Нарека Нарісса. Нарісса вела вбивць, щоб убити Дадж, а Нарек наближається до своєї мети, Соджі, спокушаючи, але не насильно. Пікар вирішує сам знайти та врятувати Соджі та починає збирати новий екіпаж, починаючи зі свого колишньої першої офіцерки Зоряного Флоту Раффі Мусікер.                                                                                       |            |                                                    |                  |                              |                    |                                |                |                |
| 3 | 3          | «The End Is the Beginning» «Кінець - це початок»   | Ганель Калпеппер | Майкл Шебон, Джеймс Дафф     | 6 лютого 2020      | Буде оголошено                 | Буде оголошено | Буде визначено |
| Коли Пікар пішов у відставку після атаки синтетів на Марс, Зоряний флот звільнив Раффі. Тепер вона ображається за це і те, що Жан-Люк не допоміг їй у наступні роки, та відмовляється приєднатися до нього. Однак вона знаходить його із незалежним пілотом на ім'я Ріос. На Артефакті директор проєкту рекультивації, колишній борг Г'ю, дозволяє Соджі взяти інтерв'ю у ромуланця, якого повернули з Аретфекта. Ромуланець оголошує Соджі «руйнівником» і намагається вбити себе. Але Соджі несвідомо використовує свою підвищену швидкість, щоб цього не сталося. Нарісса попереджає Нарека, щоб він не був емоційно прив'язаний до Соджі. О підходить до докторки Джураті, яка розповідає про її розмову з Пікаром. Незабаром після цього на Пікара нападають оперативники «Жат Ваш». Джураті допомагає вбити їх усіх, крім одного. Який також називає Соджі «руйнівником» перед тим, як покінчити життя самогубством. Пікар погоджується взяти Джураті на місію з пошуку Соджі, і вони переміщуються на борт корабля Ріоса «Ла Сирена». Там до них також приєднується Раффі, яка вірить, що творець Соджі Брюс Меддокс перебуває на планеті Фріклауд і подорожуватиме з ними так далеко як буде треба. |            |                                                    |                  |                              |                    |                                |                |                |
| 4 | 4          | «Absolute Candor» «Абсолютна відвертість»          | Джонатан Фрейкс  | Майкл Шебон                  | 13 лютого 2020     | Буде оголошено                 | Буде оголошено | Буде визначено |
| Пікар просить Ріоса зробити підліт до планети Вашті, куди він допомагав переселяти ромуланських біженців перед нападом на Марс. Тоді Пікар подружився з хлопчиком на ім'я Елнор і пообіцяв повернутися за ним. Але покинув хлопця після того, як звільнився із Зоряного флоту. Тоді Елнора виховували Коват Мілат, черниці-воїни, які дали клятву абсолютної відвертості. Пікар просить Елнора приєднатися до його команди. Елнор спочатку відмовляється, але міняє рішення, коли на Пікара нападають ромуланці, які обурюються за те, що Зоряний флот відмовився від евакуації. Пікар і Елнор прямують до «Ла-Серени», де Ріос і Раффі борються з місцевим вождем. Таємничий корабель допомагає «La Sirena» виграти бійку, але під час цього пошкоджується. Вони телепортують пілота, колишню борг Сім-з-дев'яти, до «Ла-Серени». На Артефакті Соджі намагається дізнатися більше про ромуланців, які були асимільовані утворенням, і пророкованого їм «руйнівника». Нарек пропонує їй отримати інформацію про ромуланців, але вони сваряться, коли він висловлює сумніви щодо минулого Соджі. Нарісса дає Нареку тиждень, щоб отримати інформацію про інших синтетів від Соджі.                           |            |                                                    |                  |                              |                    |                                |                |                |
| 5 | 5          | «Stardust City Rag» «Ганчірка міста зоряного пилу» | Джонатан Фрейкс  | Кірстен Бейєр                | 20 лютого 2020     | Буде оголошено                 | Буде оголошено | Буде визначено |
| Багато років тому Сьома-з-Дев'яти була змушена евтаназувати свого близького друга Ічеба після того, як його імплантати борга вирвав торговець на чорному ринку Бджайзл. Тепер Сьома подорожує на «Ла-Серені» до Фріклауда, де Раффі дізнається, що Бджайзл тримає Меддокса в полоні та має намір продати його ромуланцям. Щоб звільнити Меддокса, команда Пікара організовує обмін полоненими — із Сьомою як приманкою. Тим часом Раффі безуспішно намагається відновити стосунки зі своїм відчуженим сином Габріелем, перш ніж повернутися до" Ла-Серени". Коли Бджайзл впізнає Сьому, остання говорить шараду та розкриває свій справжній намір: убити його та помститися за Ічеба. Пікар переконує Сьому не мститися, і Меддокса благополучно відправляють на корабель. Пізніше Сьома повертається до Фріклауда і вбиває Бджайзла без відома Пікара. У лазареті «Ла-Серени» Меддокс розповідає Пікару, що він послав Соджі та Дадж на Артефакт і Землю відповідно, щоби виявити справжню мотивацію заборони синтетів Зоряним флотом. Після того, як Пікар залишив його, Джураті стикається з Меддоксом і обговорює той факт, що раніше вони таємно підтримували стосунки. Потім Джураті вбиває Меддокса. |            |                                                    |                  |                              |                    |                                |                |                |
| 6 | 6          | «The Impossible Box» «Неможлива коробка»           | Майя Врілло      | Нік Заяс                     | 27 лютого 2020     | Буде оголошено                 | Буде оголошено | Буде визначено |
| Нарек розуміє, що Соджі сниться один і той же кошмар щоночі, і планує використати це, щоби знайти, де вона була створена. Борючись з почуттям провини за вбивство Меддокса, Джураті займається сексом з Ріосом. Щоб піднятися на борт Артефакту, не викликаючи дипломатичного інциденту з ромуланцями, Пікар просить Раффі отримати офіційний дозвіл від Федерації. Раффі, під дією алкоголю після того, як її син відмовився спілкуватися з нею, переконує старого знайомого Зоряного флоту надати дозвіл. Це дозволяє Пікару піднятися на борт Артефакту та відновити зв'язок із Г'ю. Завдяки маніпуляціям Нарека, Соджі починає виявляти, що її особистість нещодавно вигадали, і він проводить її через практику медитації ромуланців «Жал Мах», щоб дослідити її сни. Вона здатна ідентифікувати підказки, які вказують на місце її створення. Нарек каже Соджі, що вона несправжня, і намагається отруїти її радіацією. Це активує її механізм самозахисту, що надає можливість вижити. Соджі стикається з Пікаром, і Г'ю допомагає їм переїхати на сусідню планету Непенте. Елнор переміщується на борт Артефакту, щоб допомогти Г'ю замести їхні сліди.                                             |            |                                                    |                  |                              |                    |                                |                |                |
| 7 | 7          | «Nepenthe» «Непенте»                               | Даг Аарніокоскі  | Саманта Гамфрі і Майкл Шебон | 5 березня 2020     | Буде оголошено                 | Буде оголошено | Буде визначено |
| Коли О звернувся до Джураті, вона використала об'єднання розуму вулканців, щоб розкрити жахливі потенційні наслідки дозволу на існування синтетичного життя, такого як Соджі. Джураті погодилася допомогти знищити себе та проковтнула пристрій стеження. Тепер Нарек використовує це, щоб відслідковувати «Ла-Серену», доки охоплена почуттям провини Джураті не зробить ін'єкцію, яка введе її в кому та зупинить стеження. Спроби Елнора захистити Г'ю на Артефакті виявляються безуспішними, коли Нарісса його смертельно поранює. Перед смертю Г'ю дає Елнору пристрій, який сигналізує групі пильності Сьомої-з-Дев'яти, Рейнджерам Фенріса. На Непенте Пікар возз'єднується зі своїми давніми друзями та колегами Вільямом Райкером і Діаною Трой, чий син Тад помер після того, як необхідну йому медичну процедуру було заборонено рід час гонінь на синтетів. Райкер, Троя та їхня донька Кестра дають притулок Пікару й Соджі до прибуття «Ла-Серени». Трой і Райкер бачать біль Соджі після зради Нарека та допомагають Пікару заслужити її довіру. Сім'я також намагається допомогти Соджі змиритися з тим, що вона андроїд, і може допомогти визначити місце з її сну.                        |            |                                                    |                  |                              |                    |                                |                |                |
| 8 | 8          | «Broken Pieces» «Розбиті шматки»                   | Майя Врілло      | Майкл Шебон                  | 12 березня 2020    | Буде оголошено                 | Буде оголошено | Буде визначено |
| Пікар і Соджі переміщуаться на борт «La Sirena», й Ріос має напад паніки, коли бачить Соджі. Коли Джураті прокидається, вона пропонує передати себе Зоряному флоту, а після зустрічі із Соджі вирішує не завдавати їй шкоди. Ріос розповідає Раффі про свого капітана Зоряного Флоту, який убив двох людей за наказом, перш ніж покінчити життя самогубством. Раффі також об'єднує те, що ромуланці знайшли попередження від колишньої цивілізації про жахи розвиненого синтетичного життя, а Жат Ваш послав напівромуланського О проникнути на Зоряний флот й спровокувати атаку на Марс — як частину свого плану проти синтетів. Люди, яких убив капітан Ріоса, були синтетами з рідного світу Соджі, із одна з них, Джанна, виглядала так само, як вона. Почувши це, Соджі активує спогади, і вона планує курс до свого дому, за яким все ще слідує Нарек. На Артефакті Сьома-з-Дев'яти прибуває, щоб допомогти Елнору битися із ромуланцями. Вона з'єднується з Кубом і дронами Борга, які перебувають на ньому в стазисі, але ромуланці вбивають усіх дронів, викидаючи їх у космос. Тоді ромуланці залишають Артефакт і готуються до вторгнення у світ синтетів.                                      |            |                                                    |                  |                              |                    |                                |                |                |
| 9 | 9          | «Et in Arcadia Ego-1» «І в Аркадії я»              | Аківа Голдсман   | Майкл Шебон; Аєлет Волдман   | 19 березня 2020    | Буде оголошено                 | Буде оголошено | Буде визначено |
| Використовуючи трансформований канал Боргів, «Ла-Серена» прибуває на батьківщину Соджі, Коппеліус, за кілька днів до ромуланського флоту. Нарек прибуває й атакує, але його переривають, коли Артефакт також слідує за ними через трансварпний канал. Планетарна система захисту у вигляді гігантських орхідей витягує три кораблі на поверхню планети, і Пікару після аварії потрібна медична допомога. Джураті виявляє смертельну хворобу, а Пікар розповідає про це решті команди. Знайшовши Елнора та Сьому живими в уламках Артефакту, команда їде до поселення, де були створені Дадж і Соджі. Вони знаходять партнера Меддокса (і сина творця Дейти) Алтана Ініго Сунга з колонією синтетів, включаючи двійню Сутру Джанни. Сутра використовує об'єднання розуму, щоб побачити видіння, яке О показав Джураті, і вірить, що це послання синтетичному життю від вищих істот, які бажають знищити органічне життя. Сун, Соджі та інші синтети підтримують план Сутри покликати цих істот до прибуття ромуланців. Пікар не погоджується і потрапляє в полон. |            |                                                    |                  |                              |                    |                                |                |                |
| 10 | 10         | «Et in Arcadia Ego-2» «І в Аркадії я-2»            | Аківа Голдсман   | Майкл Шебон                  | 26 березня 2020    | Буде оголошено                 | Буде оголошено | Буде визначено |
| Нарек переконує Раффі, Ріоса та Елнора допомогти йому знищити маяк синтетів. Джураті звільняє Пікара, і вони втікають до «Ла-Серени», на яку Пікар летить, щоб протистояти ромуланцям і зупинити їх. Нарісса б'є по «Ла-Серені» обороною Артефакту, але його зупиняє та вбиває Сьома-з-Дев'яти. Сун дізнається, що Сутра працювала з Нареком (щоб переконати інших синтетів погодитися з її планом), і він виводить її з ладу. Соджі перешкоджає спробі знищити маяк та активує його. Пікард починає піддаватися своїй хворобі, але Джураті продовжує йому життя на достатньо довго, щоб він міг відвернути увагу ромуланців, поки армада Зоряного Флоту не прибуде на підтримку на чолі з Райкером. Це дає Соджі вибір самостійно вимкнути маяк, що вона й робить, і ромуланці відступають. Пікар помирає після того, як Джураті та Сунг переносять його свідомість у пристрій, що містить копію Меддокса свідомості Дейти. Пікар прощається з Дейтою перед тим, як прокинутися в синтетичному тілі «голема». Після того, як Федерація знімає заборону на синтетів, Пікар і Соджі вирушають на «Ла-Серені» з Ріосом, Раффі, Джураті, Елнором і Сьомою-з-Дев'яти.                                           |            |                                                    |                  |                              |                    |                                |                |                |